# 1933年
1933年（1933 ねん）は、西暦（グレゴリオ暦）による、日曜日から始まる平年。昭和8年。

## 他の紀年法
- 干支：癸酉
- 日本（月日は一致）
  - 昭和8年
  - 神武天皇即位紀元2593年
- 中国（月日は一致）
  - 中華民国：中華民国22年
  - 中華共和国：中華共和国元年
  - 満洲国：大同2年
- 朝鮮（月日は一致）：日本統治時代
  - 檀紀4266年
  - 主体22年
- 阮朝（ベトナム）
  - 保大7年12月6日 - 保大8年11月15日
- モンゴル人民共和国（月日は一致）
  - モンゴル人民共和国23年
- 仏滅紀元：2475年 - 2476年
- イスラム暦：1351年9月4日 - 1352年9月14日
- ユダヤ暦：5693年4月3日 - 5694年4月13日
- 修正ユリウス日(MJD)：27073 - 27437
- リリウス日(LD)：127914 - 128278

※檀紀は、大韓民国（韓国）で1948年に法的根拠を与えられたが、1962年からは公式な場では使用されていない。

※主体暦は、朝鮮民主主義人民共和国（北朝鮮）で1997年に制定された。

## カレンダー
| 1月 |    |    |    |    |    |    |
| 日  | 月 | 火 | 水 | 木 | 金 | 土 |
| 1   | 2  | 3  | 4  | 5  | 6  | 7  |
| 8   | 9  | 10 | 11 | 12 | 13 | 14 |
| 15  | 16 | 17 | 18 | 19 | 20 | 21 |
| 22  | 23 | 24 | 25 | 26 | 27 | 28 |
| 29  | 30 | 31 |    |    |    |    |
|     |    |    |    |    |    |    |

| 2月 |    |    |    |    |    |    |
| 日  | 月 | 火 | 水 | 木 | 金 | 土 |
|     |    |    | 1  | 2  | 3  | 4  |
| 5   | 6  | 7  | 8  | 9  | 10 | 11 |
| 12  | 13 | 14 | 15 | 16 | 17 | 18 |
| 19  | 20 | 21 | 22 | 23 | 24 | 25 |
| 26  | 27 | 28 |    |    |    |    |
|     |    |    |    |    |    |    |

| 3月 |    |    |    |    |    |    |
| 日  | 月 | 火 | 水 | 木 | 金 | 土 |
|     |    |    | 1  | 2  | 3  | 4  |
| 5   | 6  | 7  | 8  | 9  | 10 | 11 |
| 12  | 13 | 14 | 15 | 16 | 17 | 18 |
| 19  | 20 | 21 | 22 | 23 | 24 | 25 |
| 26  | 27 | 28 | 29 | 30 | 31 |    |
|     |    |    |    |    |    |    |

| 4月 |    |    |    |    |    |    |
| 日  | 月 | 火 | 水 | 木 | 金 | 土 |
|     |    |    |    |    |    | 1  |
| 2   | 3  | 4  | 5  | 6  | 7  | 8  |
| 9   | 10 | 11 | 12 | 13 | 14 | 15 |
| 16  | 17 | 18 | 19 | 20 | 21 | 22 |
| 23  | 24 | 25 | 26 | 27 | 28 | 29 |
| 30  |    |    |    |    |    |    |
|     |    |    |    |    |    |    |

| 5月 |    |    |    |    |    |    |
| 日  | 月 | 火 | 水 | 木 | 金 | 土 |
|     | 1  | 2  | 3  | 4  | 5  | 6  |
| 7   | 8  | 9  | 10 | 11 | 12 | 13 |
| 14  | 15 | 16 | 17 | 18 | 19 | 20 |
| 21  | 22 | 23 | 24 | 25 | 26 | 27 |
| 28  | 29 | 30 | 31 |    |    |    |
|     |    |    |    |    |    |    |

| 6月 |    |    |    |    |    |    |
| 日  | 月 | 火 | 水 | 木 | 金 | 土 |
|     |    |    |    | 1  | 2  | 3  |
| 4   | 5  | 6  | 7  | 8  | 9  | 10 |
| 11  | 12 | 13 | 14 | 15 | 16 | 17 |
| 18  | 19 | 20 | 21 | 22 | 23 | 24 |
| 25  | 26 | 27 | 28 | 29 | 30 |    |
|     |    |    |    |    |    |    |

| 7月 |    |    |    |    |    |    |
| 日  | 月 | 火 | 水 | 木 | 金 | 土 |
|     |    |    |    |    |    | 1  |
| 2   | 3  | 4  | 5  | 6  | 7  | 8  |
| 9   | 10 | 11 | 12 | 13 | 14 | 15 |
| 16  | 17 | 18 | 19 | 20 | 21 | 22 |
| 23  | 24 | 25 | 26 | 27 | 28 | 29 |
| 30  | 31 |    |    |    |    |    |
|     |    |    |    |    |    |    |

| 8月 |    |    |    |    |    |    |
| 日  | 月 | 火 | 水 | 木 | 金 | 土 |
|     |    | 1  | 2  | 3  | 4  | 5  |
| 6   | 7  | 8  | 9  | 10 | 11 | 12 |
| 13  | 14 | 15 | 16 | 17 | 18 | 19 |
| 20  | 21 | 22 | 23 | 24 | 25 | 26 |
| 27  | 28 | 29 | 30 | 31 |    |    |
|     |    |    |    |    |    |    |

| 9月 |    |    |    |    |    |    |
| 日  | 月 | 火 | 水 | 木 | 金 | 土 |
|     |    |    |    |    | 1  | 2  |
| 3   | 4  | 5  | 6  | 7  | 8  | 9  |
| 10  | 11 | 12 | 13 | 14 | 15 | 16 |
| 17  | 18 | 19 | 20 | 21 | 22 | 23 |
| 24  | 25 | 26 | 27 | 28 | 29 | 30 |
|     |    |    |    |    |    |    |

| 10月 |    |    |    |    |    |    |
| 日   | 月 | 火 | 水 | 木 | 金 | 土 |
| 1    | 2  | 3  | 4  | 5  | 6  | 7  |
| 8    | 9  | 10 | 11 | 12 | 13 | 14 |
| 15   | 16 | 17 | 18 | 19 | 20 | 21 |
| 22   | 23 | 24 | 25 | 26 | 27 | 28 |
| 29   | 30 | 31 |    |    |    |    |
|      |    |    |    |    |    |    |

| 11月 |    |    |    |    |    |    |
| 日   | 月 | 火 | 水 | 木 | 金 | 土 |
|      |    |    | 1  | 2  | 3  | 4  |
| 5    | 6  | 7  | 8  | 9  | 10 | 11 |
| 12   | 13 | 14 | 15 | 16 | 17 | 18 |
| 19   | 20 | 21 | 22 | 23 | 24 | 25 |
| 26   | 27 | 28 | 29 | 30 |    |    |
|      |    |    |    |    |    |    |

| 12月 |    |    |    |    |    |    |
| 日   | 月 | 火 | 水 | 木 | 金 | 土 |
|      |    |    |    |    | 1  | 2  |
| 3    | 4  | 5  | 6  | 7  | 8  | 9  |
| 10   | 11 | 12 | 13 | 14 | 15 | 16 |
| 17   | 18 | 19 | 20 | 21 | 22 | 23 |
| 24   | 25 | 26 | 27 | 28 | 29 | 30 |
| 31   |    |    |    |    |    |    |
|      |    |    |    |    |    |    |

## できごと
ヴェント・ア・フード社が初の台所用換気装置を発明した。

### 1月
- 1月1日
  - 日本陸軍が山海関で中華民国軍と衝突。
  - ラジオ放送の時報が手動から自動式になる。
- 1月2日 - 日本陸軍が山海関を占領。
- 1月9日 - 岡田啓介海軍大臣（齋藤内閣：斎藤実首相）が定年退官に伴い、辞職（後任は、大角岑生海軍大将）。
- 1月10日 - 東京商科大学教授大塚金之助が検挙される。
- 1月12日 - 元京都帝国大学教授河上肇が検挙される。
- 1月28日 - 独シュライヒャー内閣総辞職（事実上、ヴァイマル共和政廃止）。
- 1月30日 - ヒトラーが独首相に就任、国民社会主義ドイツ労働者党（ナチ党）の政権獲得。

### 2月
- 2月4日 - 長野県で教員が思想問題で多数（66校、230名）検挙される（長野県教員赤化事件）、二・四事件。
- 2月9日 - パリ国立音楽院を首席で卒業した原智恵子が、帰国後初のピアノ独奏会（日比谷公会堂）。
- 2月12日 - 三原山で女学生が自殺し、三原山自殺ブームが起こる。
- 2月16日 - 城東線が電化（大阪-天王寺間）。
- 2月20日 - 作家小林多喜二が、治安維持法違反容疑で逮捕される。東京・築地署に留置され特別高等警察の拷問により虐殺される。
- 2月23日 - 日本陸軍、熱河省に侵攻。
- 2月24日
  - 国際連盟が、日本軍の満洲撤退勧告案を42対1で可決。松岡代表退場。
  - 山陰本線全通（京都-幡生間）。
- 2月27日
  - ドイツ国会議事堂放火事件。
  - バーナード・ショー来日。
- 2月28日 - ドイツ国・ヒトラー内閣、国会議事堂放火事件を口実に「ドイツ国民と国家を保護するための大統領令」を公布。憲法が事実上停止される。
- 服部之総、論文『明治維新の革命及び反革命』（「日本資本主義発達史講座」）発表。

### 3月
- 3月3日
  - 昭和三陸地震（M8.1、死者1522名、不明1542名、負傷1万2053名）。
  - 上海で三極電信学校（後の清雲科技大学）開校。
- 3月4日 - フランクリン・ルーズベルトが第32代米大統領に就任。ニューディール政策始動。
- 3月10日 - 米国ロングビーチ (カリフォルニア州)地震。
- 3月11日 - 大角岑生海軍大臣（齋藤内閣：斎藤実首相）による大角人事始まる（山梨勝之進海軍大将予備役編入）。
- 3月12日 - フランクリン・ルーズベルト米大統領が初の炉辺談話を行う。
- 3月16日 - 東京市で初の市会議員選挙（投票率：70.2%）。
- 3月20日 - 髙島屋日本橋店開業。
- 3月24日 - 独国会で全権委任法が可決され、ナチス独裁政治が確立。（ナチ党の権力掌握、ナチス・ドイツ成立）。
- 3月27日 - 日本政府が国際連盟脱退の詔書（昭和天皇）を発布。
- 3月31日
  - 齋藤首相、国際連盟脱退を伊勢神宮に報告。
- 文官分限令により東北帝国大学教授の松本彦七郎が休職を命じられる。同日、同大学副手の山内清男依願解嘱。

### 4月
- 4月1日
  - 満洲国が非承認国に対して、門戸閉鎖。
  - 金鶴香水（現・マンダム）が「丹頂チック」を発売。
  - 川口市（埼玉県）が、市制施行。
- 4月3日
  - 京都競馬場が全焼。
  - 仏軽巡洋艦ジャンヌ・ダルクが横浜に入港。
  - 米海軍飛行船アクロンが墜落（死者73名）。
- 4月5日 - 皇道会結成（平野力三ら）。
- 4月6日 - 小山松吉法相（齋藤内閣：斎藤実首相）が司法官赤化事件引責で辞表提出をするが、昭和天皇の沙汰で留任。
- 4月7日 - 米国で、14年ぶりに飲酒解禁（憲法修正第21条）。
- 4月9日 - 色刷になった小学国語読本が絵本代りに買われて品不足、授業の支障となる。
- 4月10日 - 関東軍が長城線を越えて、華北に進撃開始。
- 4月11日 - 蔣介石が、南昌で第5次共掃戦（共産党掃討戦）を準備開始。
- 4月12日 - 静岡県浜崎村に、三井海洋生物学研究所が開設。
- 4月16日 - 女流飛行家マリーズ・イルズが、パリより羽田に着陸。
- 4月19日
  - 関東軍に長城線への帰還命令。
  - 米国で金本位制停止。
- 4月22日 - 鳩山一郎文相（齋藤内閣：斎藤実首相）が、滝川幸辰京大教授の罷免を小西重直総長に要求（滝川事件）。
- 4月23日 - 関東軍が長城線へ撤退完了。
- 4月28日 - 大日本帝国陸軍、少年航空兵制度開始。
- 4月29日 - 天長節（昭和天皇誕生日：32歳）の日比谷公園で、国際連盟脱退詔書奉戴式が挙行される。学生2万人が参加。

### 5月
- 5月1日 - 弁護士法全部改正（昭和8年法律第53号）。女性の弁護士への就業が可能となる。
- 5月3日 - 大阪市営地下鉄御堂筋線の梅田（仮） - 心斎橋間が開通。日本初の公営地下鉄。
- 5月7日 - 日本軍、華北に侵入。
- 5月20日-大阪市営地下鉄(現OsakaMetro)1号線(御堂筋線)梅田-心斎橋間 開業
- 5月27日
  - ウォルト・ディズニー・カンパニー製作のアニメーション映画『三匹の子ぶた』が公開される。
  - シカゴ万国博覧会始まる。
- 5月31日 - 日本が中国国民党との間で塘沽協定を結ぶ（満洲事変の終結）。

### 6月
- 6月5日 - 聖路加国際病院開院式
- 6月6日
  - アメリカニュージャージー州で世界初のドライブインシアターが開業する。
  - 山陽電気鉄道設立。
- 6月14日 - 松竹で桃色争議始まる。
- 6月17日
  - 大阪で陸軍の兵士と警察官が掴み合いの喧嘩。軍部 - 内務省間の抗争に発展（ゴーストップ事件）。
  - 阪神本線岩屋 - 神戸（現・神戸三宮）間が地下線により開業。
- 6月18日 - 安田銀行玉島支店強盗殺人事件が起こる。
- 6月19日 - 丹那トンネル貫通。着工より15年2箇月。
- 6月20日 - 夕刊大阪新聞社から「日本工業新聞」（現在の産経新聞）創刊。
- 6月26日 - NHK大阪放送局、NHK名古屋放送局第2ラジオが放送開始。

### 7月
- 7月1日 - 『東京音頭』が発売され、爆発的ヒットとなる。
- 7月4日 - 英領インド帝国、独立運動家マハトマ・ガンジーが投獄される。
- 7月6日 - 米国シカゴ、コミスキー・パークでメジャーリーグ初のオールスターゲーム開催。
- 7月9日 - 松山城放火事件。
- 7月11日 - 神兵隊事件。
- 7月20日 - ナチス・ドイツのフランツ・フォン・パーペン副首相とローマ教皇庁のパチェッリ枢機卿（後のローマ教皇ピウス12世）との間でコンコルダート締結。（ライヒスコンコルダート）
- 7月22日 - ワイリー・ポストが単独世界一周飛行。15,596マイルを、7日18時間45分。
- 7月25日 - 山形県山形市で気温40.8度を記録。（2007年8月16日に岐阜県多治見市と埼玉県熊谷市で40.9度を記録し、日本の公式記録を更新した。）
- 滝川事件で、滝川幸辰、佐々木惣一、末川博等、6人の教授が免官される。

### 8月
- 8月1日 - 改正図書館令施行（政府による図書館統制強化開始）
- 8月9日 - 第1回関東地方防空大演習実施
- 8月11日 - 桐生悠々の信濃毎日新聞記事「関東防空大演習を嗤ふ」が 問題化
- 8月15日 - 深川祭で神輿が永代橋渡御（落橋事故以来126年ぶり）
- 8月18日 - ナチス・ドイツ主導で開発された国民ラジオの一号機VE301Wが初公開。
- 8月19日 - 第19回全国中等学校優勝野球大会（甲子園球場）において、中京商が延長25回の激闘の末明石中を1-0で下す（中京商対明石中延長25回）。
- 8月23日 - 採用を開始した陸軍少年航空兵の倍率57倍（定員170名に9731名が応募）
- 8月24日 - 五・一五事件被告に対する減刑嘆願書が7万通殺到

### 9月
- 9月1日 - 大阪放送局が学校放送を開始
- 9月5日 - キューバでバティスタによる軍事クーデター。事実上の独裁者となる。
- 9月8日 - スペインでアサーニャ内閣総辞職
- 9月14日 - 内田康哉外相辞任。後任に広田弘毅を任命。
- 9月15日 - 中央線東京・中野間で急行運転開始（朝夕のみ）。総武線も中野まで乗入れ。
- 9月19日 - 伊勢丹が神田から新宿に出店
- 9月23日 - 第1回日本ヨット選手権大会開催（品川沖）
- 9月24日 - 東京赤羽に軍用犬養成所開所
- 9月27日 - 軍令海第5号「軍令部令」公布（同10月1日施行）。「海軍軍令部」は“海軍”が外れた「軍令部」に、「海軍軍令部長」は「軍令部総長」に改称。
- 土屋喬雄が「改造」の論文で、服部之総の論文を批判。マニファクチュア論争勃発。

### 10月
- 10月1日 - 滋賀銀行設立（百三十三銀行と八幡銀行が合併）
- 10月3日 - 初の五相会議が開催される
- 10月5日
  - 長野県営の上高地帝国ホテル開業
  - 築地小劇場創立十周年記念改築完成公演（坪内逍遙「ハムレット」）
- 10月9日 - 内蒙古自治政府発足（綏遠事件（1936）の発端）
- 10月10日 - ユナイテッド航空機チェスタートン爆破事件
- 10月14日 - ドイツが国際連盟を脱退。
- 10月17日 - アインシュタインが米国に亡命
- 10月22日 - 水原リンゴ事件。秋季リーグ早大対慶大戦で乱闘騒ぎ
- 10月28日 - パレスチナでユダヤ人入植者増加による暴動起こる(パレスチナ独立戦争（1936）の発端)

### 11月
- 11月2日 - 東京・大阪間夜間定期郵便飛行開始
- 11月7日 - 神戸で第1回「みなとの祭」開催（〜8日）。2百万人の人出。
- 11月8日
  - 蚕糸恐慌。生糸暴落し産繭・生糸の輸出統制開始
  - 丸善石油設立
- 11月17日
  - 佐々木茂索、久米正雄、川口松太郎、里見弴ら作家15名が賭博で検挙さる（文士賭博事件）
  - 米国、ソ連を承認
- 11月18日 - 府中競馬場開場
- 11月19日 - 昭和天皇の特命により、ゴーストップ事件終結。当事者2名に和解成立。
- 11月25日 - 芝浦スケート場開場
- 11月28日 - 野呂栄太郎が検挙される

### 12月
- 12月3日 - 水原茂選手ら慶大生8人を含む35人が麻雀賭博で検挙（水原は4日野球部を除名、6日より停学）
- 12月5日 - 米国で憲法修正第21条批准（禁酒法廃止）
- 12月10日 - 京成本線上野公園～日暮里間開業
- 12月12日 - 長崎医科大学で学位売買が発覚（20日全教授が辞表提出）
- 12月13日 - 田辺五兵衛商店（後の田辺製薬）設立
- 12月23日
  - 皇太子明仁（昭和天皇第一皇男子、第125代天皇、2019年5月から上皇）誕生（サイレン吹鳴で発表。1回だけなら女子、2回なら男子で、2回鳴った）。同日は、1989年(平成元年)から2018年（平成30年）までの天皇誕生日（日本のナショナル・デー）。
  - 第65回帝国議会、召集。
  - フランスで、スタヴィスキーによる詐欺が発覚（翌年、政治問題に発展）。
- 12月24日
  - 東京有楽町に、日本劇場開場。
  - 鹿児島県口永良部島が噴火（全壊14戸、死者8名）。
- 12月26日 - 自動車製造株式会社（後の日産自動車）、設立。
- 12月27日 - 東京ステーションホテルが鉄道省直営となり、東京鉄道ホテルに改称・開業。

## 芸術・文化・ファッション
- シカゴ万国博覧会

1933年のスポーツ
- 大相撲 （幕内最高優勝） 
  - 春場所 - 男女ノ川登三
  - 夏場所 - 玉錦三右衛門

1933年の映画
- 恋の花咲く 伊豆の踊子
- キング・コング
- コングの復讐
- 巴里祭（監督：ルネ・クレール）
- 我輩はカモである（監督：マルクス兄弟）

## 誕生

### 1月
- 1月1日 - 渥美國泰、俳優（+ 2009年）
- 1月1日 - 楠侑子、女優
- 1月2日 - 森村誠一、小説家（+ 2023年）
- 1月3日 - 5代目三遊亭圓楽、落語家（+ 2009年）
- 1月4日 - 市川昭介、作曲家(+ 2006年)
- 1月4日 - 石橋雅史、俳優・空手家（+ 2018年[2]）
- 1月4日 - 初代コロムビア・ローズ、歌手
- 1月5日 - 米山光男、元プロ野球選手
- 1月9日 - 藤島泰輔、小説家・評論家（+ 1997年）
- 1月9日 - 伊藤竹男、国営競馬、日本中央競馬会の騎手ならびに調教師
- 1月10日 - 三善晃、作曲家（+ 2013年）
- 1月10日 - 田口計、俳優・声優
- 1月10日 - 三原葉子、女優（+ 2013年）
- 1月11日 - 小林清志、俳優・声優・ナレーター（+2022年[3]）
- 1月11日 - 岡田茉莉子、女優
- 1月15日 - 山田利昭、元プロ野球選手 （+ 2001年）
- 1月18日 - レイ・ドルビー、米国の音響技術者、ドルビーラボラトリーズ創立者（+ 2013年[4]）
- 1月20日 - ジーン・スチブンス、元プロ野球選手（+ 2019年）
- 1月23日 - 恩地日出夫、映画監督（+ 2022年）
- 1月24日 - 宇波彰、哲学者、文芸・芸術評論家（+ 2021年）
- 1月25日 - コラソン・アキノ、元フィリピン大統領（+ 2009年）
- 1月25日 - 生島治郎、小説家（+ 2003年）
- 1月25日 - 内海武彦、プロ野球選手
- 1月26日 - 藤本義一、小説家（+ 2012年[5]）
- 1月26日 - 春山希義、小説家（+ 2009年）
- 1月29日 - 75センツ、歌手・アコーディオン奏者（+ 2010年）
- 1月29日 - 宇佐美徹也、スポーツライター、プロ野球記録部（+ 2009年）
- 1月31日 - 石井敏郎、声優・市議会議員
- 1月31日 - ベルナルド・プロベンツァーノ、シチリア・マフィアの有力者（+ 2016年）

### 2月
- 2月1日 - 渡辺貞夫、ジャズサックスプレイヤー
- 2月2日 - タン・シュエ、ミャンマーの軍人・政治家、終身国家元首
- 2月3日 - 濱田隆士、古生物学者（+ 2011年）
- 2月3日 - 志賀節、政治家（+ 2021年）
- 2月4日 - 一柳慧、作曲家 (+ 2022年)
- 2月4日 - 田久保忠衛、評論家
- 2月6日 - 式貴士、作家（+ 1991年）
- 2月6日 - ジョン・ブルミン、空手家 (+ 2018年)
- 2月7日 - スチュアート・バロウズ[6]、テノール歌手（+ 2025年）
- 2月8日 - 香西洋樹、天文学者
- 2月10日 - ミッキー安川、タレント・ラジオパーソナリティ（+ 2010年）
- 2月10日 - ドン・ウィルソン (ギタリスト)、元ベンチャーズリズムギター担当 (+ 2022年)
- 2月13日 - キム・ノヴァク、女優
- 2月13日 - エマニュエル・ウンガロ、ファッションデザイナー (+ 2019年[7])
- 2月15日 - 岡本健治、プロ野球選手
- 2月16日 - 岡本健一郎、元プロ野球選手
- 2月16日 - 吉田喜重、映画監督 (+ 2022年)
- 2月17日 - ラリー・ジェニングス、マジシャン（+ 1997年）
- 2月18日 - オノ・ヨーコ、音楽家・芸術家
- 2月19日 - 八代駿、声優（+ 2003年）
- 2月20日 - 山田吾一、俳優（+ 2012年）
- 2月21日 - 仁内建之、声優（+ 2000年）
- 2月22日 - アーニー・ケイドー、歌手（+ 2001年）
- 2月23日 - 本多好文、美術監督
- 2月24日 - 上田敏也、声優（+ 2022年）
- 2月24日 - 北畑利雄、プロ野球選手 (+ 2016年)
- 2月25日 - ウイリー沖山、歌手 (+ 2020年[8][9])
- 2月26日 - 渡辺省三、元プロ野球選手（+ 1998年）
- 2月27日 - 山川静夫、フリーアナウンサー・芸能評論家、元NHKアナウンサー
- 2月28日 - 枝村勉、元プロ野球選手 (+ 2020年)

### 3月
- 3月1日 - 南田洋子、女優（+ 2009年）
- 3月3日 - 森川敏雄、元住友銀行頭取・会長 (+ 2019年)
- 3月8日 - 高木ブー、お笑いタレント・ザ・ドリフターズメンバー
- 3月8日 - 猿若吉代、日本舞踊家 (+ 2018年)
- 3月9日 - ウィリアム・フランシス・マクベス、作曲家（+ 2012年）
- 3月9日 - 岩崎哲郎、プロ野球選手（+ 2000年）
- 3月10日 - 天野新士、俳優
- 3月13日 - ロベルト・バルボン、元プロ野球選手（+ 2023年）
- 3月14日 - クインシー・ジョーンズ、音楽プロデューサー（+ 2024年）
- 3月14日 - マイケル・ケイン、俳優
- 3月15日 - フィリップ・ド・ブロカ、映画監督（+ 2004年）
- 3月15日 - 糸博、声優
- 3月15日 - 針すなお、漫画家・イラストレーター
- 3月16日 - 浅利慶太、演出家・劇団四季創設者（+ 2018年[10]）
- 3月16日 - テレサ・ベルガンサ、メゾソプラノ歌手（+ 2022年）
- 3月17日 - 伊藤鑛二、アナウンサー（+ 2001年）
- 3月18日 - 澤田隆治、テレビディレクター・プロデューサー、東阪企画会長（+ 2021年）
- 3月19日 - フィリップ・ロス、小説家（+ 2018年）
- 3月20日 - ジョージ・アルトマン、元プロ野球選手
- 3月21日 - 本田靖春、ジャーナリスト・ノンフィクション作家（+ 2004年）
- 3月22日 - 円子宏、プロ野球選手（+ 1998年）
- 3月23日 - ヘイス・アラン・ジェンキンス、フィギュアスケート選手
- 3月23日 - フィリップ・ジンバルドー、心理学者
- 3月25日 - 横森良造、アコーディオン奏者（+ 2012年）
- 3月25日 - 生方恵一、元NHKアナウンサー（+ 2014年）
- 3月27日 - 桂田光喜、電通代表取締役副社長（+ 2007年）
- 3月28日 - ばばこういち、ジャーナリスト（+ 2010年）
- 3月31日 - 中丸忠雄、俳優（+ 2009年）

### 4月
- 4月1日 - 石原藤夫、小説家・工学者
- 4月2日 - 長谷川待子、女優
- 4月3日 - 木織武美、プロ野球選手
- 4月6日 - 村松康雄、声優 （+ 2024年）
- 4月9日 - ジャン＝ポール・ベルモンド、俳優（+ 2021年）
- 4月10日 - 内司正弘、元プロ野球選手（+ 1992年）
- 4月10日 - 永六輔、元放送作家、タレント、作詞家、エッセイスト（+ 2016年）
- 4月11日 - 中西太、元プロ野球選手（+ 2023年）
- 4月11日 - ジャック・ラドラ、元プロ野球選手
- 4月12日 - 荒巻義雄、小説家
- 4月13日 - 藤田まこと、俳優（+ 2010年）
- 4月13日 - 内田貞夫、実業家（+ 2021年）
- 4月14日 - 清水宏員、プロ野球選手
- 4月14日 - 松岡文雄、声優（+ 2022年）
- 4月15日 - 矢田耕司、声優（+ 2014年）
- 4月15日 - エリザベス・モンゴメリー、アメリカの女優（+ 1995年）
- 4月15日 - 黒木弘重、プロ野球選手
- 4月16日 - 渡辺岳夫、作曲家（+ 1989年）
- 4月16日 - 田中照雄、プロ野球選手（+ 1972年）
- 4月21日 - 島原幸雄、元プロ野球選手（+ 1995年）
- 4月22日 - 赤江瀑、小説家（+ 2012年）
- 4月24日 - 服部公一、作曲家・随筆家
- 4月25日 - 毛利郁子、元女優
- 4月26日 - 河上和雄、弁護士、検察官（+ 2015年）
- 4月26日 - 宮本敏雄、元プロ野球選手（+ 2017年）
- 4月26日 - 戚発軔、宇宙工学研究者
- 4月27日 - 天野祐吉、コラムニスト（+ 2013年）
- 4月28日 - 山村新治郎、政治家（+ 1992年）
- 4月28日 - 青山裕治、プロ野球選手 (+ 2015年)
- 4月29日 - ウィリー・ネルソン、シンガーソングライター

### 5月
- 5月1日 - 沖山光利、元プロ野球選手（+ 2012年）
- 5月3日 - ジェームス・ブラウン、ミュージシャン（+ 2006年）
- 5月3日 - スティーヴン・ワインバーグ、物理学者（+ 2021年）
- 5月6日 - 野沢太三、元参議院議員
- 5月6日 - 穴吹義雄、元プロ野球選手（+ 2018年[11]）
- 5月9日 - 泡坂妻夫、推理作家（+ 2009年）
- 5月10日 - 扇千景、元参院議員・元参議院議長（26代）・初代国土交通大臣・元女優（+ 2023年）
- 5月11日 - ピーター・ファーストブルック、フィギュアスケート選手 (+ 1985年)
- 5月15日 - 伊丹十三、映画監督、俳優、エッセイスト、商業デザイナー、イラストレーター、CM作家、ドキュメンタリー映像作家（+ 1997年）
- 5月16日 - 蘭定美男、プロ野球選手
- 5月18日 - 藤木洋子、政治家
- 5月19日 - 三浦秋鶴、書家
- 5月22日 - アーノルド・ローベル、絵本作家（+ 1987年）
- 5月22日 - 金山勝巳、元プロ野球選手
- 5月23日 - 飯塚昭三、声優（+ 2023年）
- 5月23日 - ジョン・ブラウニング、ピアニスト（+ 2003年）
- 5月26日 - 砂田弘、児童文学作家・評論家（+ 2008年）
- 5月27日 - 笹野貞子、法学者

### 6月
- 6月1日 - 横山光次、元プロ野球選手
- 6月2日 - 木村幌、声優・ナレーター（+ 1981年）
- 6月5日 - ウィリアム・カハン、数学者・計算機科学者
- 6月6日 - 篠沢秀夫、学習院大学名誉教授・TBS「クイズダービー」レギュラー解答者（+ 2017年）
- 6月10日 - 土井淳、元プロ野球選手
- 6月11日 - 大石雅昭、プロ野球選手
- 6月16日 - ケン・ジョンソン、メジャーリーガー（+ 2015年[12]）
- 6月17日 - クリスチャン・フェラス、ヴァイオリニスト（+ 1982年）
- 6月17日 - 魚住純子、日本の女優（+ 2015年）
- 6月17日 - 山田清三郎、プロ野球選手（+ 2023年）
- 6月19日 - 和田功、元プロ野球選手
- 6月20日 - レイジー・レスター、米国のブルース・ミュージシャン（+ 2018年）
- 6月30日 - デーヴ・ロバーツ、元プロ野球選手（+ 2021年）

### 7月
- 7月1日 - 黒岩弘、プロ野球選手
- 7月1日 - 瀬能礼子、女優、声優（+ 2017年）
- 7月8日 - 小野寺克男、プロ野球選手
- 7月9日 - オリバー・サックス、神経学者（+ 2015年）
- 7月13日 - ピエロ・マンゾーニ、美術家（+ 1963年）
- 7月14日 - 梅野泰靖、俳優（+ 2020年[13][14][15]）
- 7月14日 - 河西昌枝、元バレーボール選手（+ 2013年）
- 7月15日 - 吉沢岳男、元プロ野球選手（+ 1971年）
- 7月17日 - 淡路恵子、女優（+ 2014年）
- 7月17日 - 金内吉男、俳優・声優（+ 1992年）
- 7月18日 - シド・ミード、工業デザイナー（+ 2019年[16][17]）
- 7月20日 - コーマック・マッカーシー（Cormac McCarthy）、小説家（+ 2023年）
- 7月23日 - 北原三枝、元女優、石原プロモーションの代表取締役会長、石原裕次郎記念館館長
- 7月24日 - 白崎泰夫、プロ野球選手 (+ 2019年)
- 7月26日 - 吉田義男、元プロ野球選手・プロ野球監督（阪神）、野球解説者（+ 2025年）
- 7月28日 - 小田晋、医学者・精神科医（+ 2013年）

### 8月
- 8月1日 - 金田正一、元プロ野球選手・プロ野球監督（ロッテ）、野球解説者、日本プロ野球名球会会長（+ 2019年）
- 8月1日 - 鈴木秀幸、プロ野球選手
- 8月1日 - 青山八郎、作曲家
- 8月1日 - ミーナー・クマーリー、インドの女優（+ 1972年）
- 8月4日 - シェルドン・アデルソン、アメリカ合衆国の実業家（+ 2021年）
- 8月7日 - ジェリー・パーネル、SF作家（+ 2017年[18]）
- 8月8日 - ロミ・山田、女優・歌手
- 8月9日 - 黒柳徹子、日本初のテレビタレント、ユニセフ親善大使、作家
- 8月9日 - 太田正男、元プロ野球選手
- 8月11日 - 廣松渉、哲学者（+ 1994年）
- 8月15日-城間德太郎、組踊音楽 「歌三線」重要無形文化財保持者（人間国宝）
- 8月16日 - 菅原文太、俳優（+ 2014年[19]）
- 8月18日 - 野田昌宏、小説家・プロデューサー（+ 2008年）
- 8月18日 - ロマン・ポランスキー、ポーランドの映画監督
- 8月21日 - 菅原洋一、歌手
- 8月23日 - 池田文雄、元日本テレビ放送網チーフプロデューサー・『スター誕生!』の生みの親（+ 2003年）
- 8月23日 - 三浦方義、元プロ野球選手
- 8月25日 - ウェイン・ショーター、ジャズサックスプレイヤー（+ 2023年）
- 8月25日 - 西山和良、元プロ野球選手
- 8月26日 - イダ・ゴトコフスキー、作曲家
- 8月29日 - 塩見竜介、声優（+ 1983年）
- 8月30日 - 河村英文、元プロ野球選手（+ 2005年）

### 9月
- 9月1日 - 今井洋行、プロ野球選手
- 9月4日 - 酒井通子、元皇族、酒井省吾の妻
- 9月4日 - 森下整鎮、元プロ野球選手（+ 2018年）
- 9月4日 - 石川哲郎、実業家
- 9月6日 - 重山規子、元女優
- 9月7日 - 笠原正行、プロ野球選手（+ 2009年）
- 9月8日 - マイケル・フレイン、小説家・劇作家・翻訳家
- 9月9日 - 若林克彦、発明家・実業家
- 9月10日 - カール・ラガーフェルド、ファッションデザイナー（+ 2019年[20]）
- 9月13日 - 小堀桂一郎、比較文学者
- 9月15日 - 大辻秀夫、プロ野球選手
- 9月19日 - 石川克彦、元プロ野球選手（+ 2013年）
- 9月20日 - 大工原正泰、脚本家
- 9月22日 - 鈴木隆、元プロ野球選手
- 9月27日 - リナ・メディナ、世界最年少で妊娠・出産した女性
- 9月28日 - 奥田昌道、法学者、最高裁判所判事
- 9月29日 - サモラ・マシェル、モザンビーク初代大統領（+ 1986年）
- 9月30日 - 小野正一、元プロ野球選手（+ 2003年）
- 9月30日 - 古田昌幸、野球選手（+ 1999年）
- 9月30日 - 斎藤明、実業家（+ 2013年）

### 10月
- 10月2日 - ジョン・ガードン、生物学者、2012年のノーベル生理学・医学賞受賞者
- 10月3日 - 河合保彦、元プロ野球選手（+ 1984年）
- 10月7日 - 羽佐間道夫、声優・ナレーター
- 10月8日 - 山本清、俳優
- 10月9日 - ピーター・マンスフィールド、物理学者、王立協会会員、2003年のノーベル生理学・医学賞受賞者（+ 2017年）
- 10月9日 - 備前喜夫、元プロ野球選手（+ 2015年）
- 10月12日 - 佐々木信也、元プロ野球選手、野球評論家
- 10月15日 - 飯尾為男、元プロ野球選手
- 10月15日 - 小沢重光、プロ野球選手
- 10月16日 - 大山のぶ代、声優・女優　（+2024年）
- 10月16日 - 奥田博之、フリーアナウンサー
- 10月17日 - スール・スーリール、歌手（+ 1985年）
- 10月19日 - 大原博志、プロ野球選手
- 10月20日 - 浮州重紀、元プロ野球選手
- 10月20日 - 橋本力、プロ野球選手、俳優 (+ 2017年)
- 10月22日 - 草笛光子、女優
- 10月24日 - 渡辺淳一、小説家（+ 2014年）
- 10月27日 - 半村良、小説家（+ 2002年）
- 10月28日 - ガリンシャ、元サッカー選手（+ 1983年）
- 10月31日 - 家弓家正、声優、ナレーター（+ 2014年）

### 11月
- 11月3日 - アマルティア・セン、インドの経済学者
- 11月4日 - 池内淳子、女優（+ 2010年）
- 11月4日 - チャールズ・K・カオ、物理学者（+ 2018年）
- 11月8日 - 若尾文子、女優
- 11月9日 - 高見澤宏、ダークダックスのトップ・テナー（+ 2011年）
- 11月9日 - ペギー葉山、歌手・日本歌手協会会長（+ 2017年）
- 11月9日 - 横内章次、作曲家（+ 1996年）
- 11月10日 - 柏原兵三、小説家・ドイツ文学者（+ 1972年）
- 11月10日 - ボビー・ラッシュ、アメリカ合衆国のブルース・ミュージシャン
- 11月11日 - 塚原仲晃、医学者・脳神経学者（+ 1985年）
- 11月11日 - 辻村寿三郎、人形作家（+ 2023年）
- 11月12日 - ジャラル・タラバニ[21]、イラク第四共和政初代大統領（+ 2017年）
- 11月16日 - 高畠通敏、政治学者（+ 2004年）
- 11月17日 - 岩岡保宏、プロ野球選手
- 11月18日 - シャーロット・モーマン、チェリスト・パフォーマンス・アーティスト（+ 1991年）
- 11月19日 - ラリー・キング、アメリカ合衆国の司会者、俳優（+ 2021年）
- 11月19日 - 藤岡重慶、俳優（+ 1991年）
- 11月21日 - 平幹二朗、俳優・演出家（+ 2016年）
- 11月21日 - 砂田圭佑、政治家（+ 2015年）
- 11月23日 - クシシュトフ・ペンデレツキ、作曲家・指揮者 (+ 2020年)
- 11月26日 - 鈴木則文、映画監督・脚本家（+ 2014年）
- 11月29日 - ジェームス・ローゼンクイスト、美術家 (+ 2017年)
- 11月29日 - ジョン・メイオール、ミュージシャン
- 11月30日 - 富永美沙子、女優・声優（+ 1975年）
- 11月30日 - 金子務[22]、科学史家（+ 2020年）

### 12月
- 12月1日 - 藤子・F・不二雄、漫画家（+ 1996年）
- 12月4日 - 野田宣雄、政治学者・歴史学者 (+ 2020年)
- 12月4日 - 河津憲一、元プロ野球選手
- 12月4日 - 芦屋小雁、喜劇俳優（+ 2025年）
- 12月4日 - 林えいだい、記録作家・アリラン文庫主宰 (+ 2017年)
- 12月5日 - 竹村泰子、政治家
- 12月6日 - ヘンリク・ミコワイ・グレツキ、作曲家（+ 2010年）
- 12月6日 - 鎮西清高、地質学者
- 12月6日 - 宍戸錠、俳優（+ 2020年[23]）
- 12月6日 - マルセ太郎、パントマイム芸人（+ 2001年）
- 12月8日 - ロバート・F・マークス、海洋考古学者・歴史家 (+ 2019年)
- 12月14日 - 北川智繪、声優
- 12月15日 - ドナルド・ウッズ、ジャーナリスト（+ 2001年）
- 12月19日 - ゴーディ・ウインディ、元プロ野球選手（+ 2022年）
- 12月20日 - 小山恒三、元プロ野球選手 (+ 2018年)
- 12月20日 - 大橋一郎、プロ野球選手
- 12月23日 - 明仁、第125代天皇（平成時代）、上皇（令和時代）
- 12月23日 - 阿部長久、プロ野球選手
- 12月23日 - 阿部正吉、脚本家 (+ 2024年)
- 12月25日 - 安西孝之、実業家
- 12月25日 - 岸田秀、心理学者
- 12月26日 - 児玉清、俳優、司会者（+ 2011年）
- 12月30日 - 伊藤芳明、元プロ野球選手

### 月日不詳
- 金子鮎子、日本初の女性テレビカメラマン
- 大和保男、陶芸家

## 死去
- 1月3日 - 内田嘉吉、官僚、政治家（* 1866年）
- 1月3日 - ヴィルヘルム・クーノ、第6代ドイツ国首相（* 1876年）
- 1月5日 - カルビン・クーリッジ、第30代米国大統領 （*1872年）
- 1月6日 - ヴラディーミル・ド・パハマン、ピアニスト（* 1848年）
- 1月9日 - ダフネ・アクハースト、テニス選手（* 1903年）
- 1月16日 - ウィリー・ブルメスター、ヴァイオリニスト（* 1869年）
- 1月16日 - 千葉ヶ嵜俊治、大相撲の力士（* 1893年）
- 1月17日 - ルイス・カムフォート・ティファニー、宝飾デザイナー・ティファニー創業者の息子（* 1848年）
- 1月19日 - アーネスト・ウィリアム・ホブソン、数学者（* 1856年）
- 1月23日 - アポリナリー・ヴァスネツォフ、画家（* 1856年）
- 1月23日 - 堺利彦、社会主義思想家・小説家 （* 1870年）
- 1月29日 - サラ・ティーズデール、詩人（* 1884年）
- 1月31日 - ジョン・ゴールズワージー、小説家（* 1867年）
- 2月12日 - アンリ・デュパルク、作曲家（* 1848年）
- 2月14日 - カール・エーリヒ・コレンス、植物学者・遺伝学者（* 1864年）
- 2月16日 - 綾川五郎次、大相撲の力士（* 1883年）
- 2月16日 - 對馬洋弥吉、大相撲の力士（* 1887年）
- 2月18日 - ジェームス・J・コーベット、プロボクサー（* 1866年）
- 2月19日 - レオン・フフナゲル、天文学者（* 1893年）
- 2月20日 - 小林多喜二、プロレタリア文学の代表的小説家 （* 1903年）
- 3月6日 - 奥好義、作曲家（* 1857年）
- 3月14日 - バルト、犬ぞりチームのリーダー犬（* 1922年頃）
- 3月18日 - ルイージ・アメデーオ・ディ・サヴォイア、登山家・探検家（* 1873年）
- 3月18日 - 吉野作造、政治学者・思想家（* 1878年）
- 3月28日 - フリードリッヒ・ザンデル、宇宙工学者（* 1887年）
- 3月30日 - ジョン・アイセル、陸上競技選手（* 1884年）
- 3月31日 - 山川彌千枝、『薔薇は生きてる』著者（* 1918年）
- 4月8日 - 森田恒友、洋画家（* 1881年）
- 4月13日 - 島崎赤太郎、オルガニスト、作曲家で尋常小学唱歌編纂委員（* 1874年）
- 4月15日 - ジョージ・セーリング、陸上競技選手（* 1909年）
- 4月20日 - 馬越恭平、実業家、大日本麦酒社長（* 1844年）
- 4月21日 - 長岡外史、日本陸軍の中将・衆議院議員（* 1858年）
- 4月23日 - ティム・キーフ、メジャーリーグのプロ野球選手（* 1857年）
- 4月29日 - コンスタンディノス・カヴァフィス、詩人（* 1863年）
- 4月29日 - コルネリス・ファン・フォレンホーフェン、法学者（* 1874年）
- 5月1日 - カール・ローマン・アプト、アプト式の開発者 （*1850年）
- 5月6日 - フランソワ・ポンポン、彫刻家（* 1855年）
- 5月6日 - 李清雲　(*1677年)
- 5月14日 - 沢モリノ、舞踏家（* 1890年）
- 5月15日 - 大蛇潟粂藏、大相撲の力士（* 1891年）
- 5月22日 - フェレンツィ・シャーンドル、心理学者（* 1873年）
- 5月28日 - マルガ・フォン・エッツドルフ、パイロット(* 1907年)
- 6月2日 - フランク・ジャービス、陸上競技選手（* 1878年）
- 6月3日 - ウィリアム・マルドゥーン、プロレスラー（* 1852年）
- 6月20日 - クララ・ツェトキン、フェミニズム運動家・ドイツ共産党の政治家（* 1857年）
- 6月29日 - ロスコー・アーバックル、俳優（* 1887年）
- 7月6日 - ロベルト・カヤヌス、指揮者（* 1856年）
- 7月14日 - レーモン・ルーセル、小説家・詩人（* 1877年）
- 7月27日 - 武藤信義、陸軍軍人（* 1868年）
- 7月28日 - 西ノ海嘉治郎 (3代)、大相撲第30代横綱（* 1890年）
- 7月31日 - 清水紫琴、小説家（* 1868年）
- 8月8日 - 伊藤直純、秋田県の近代化に尽力した政治家（* 1860年）
- 8月11日 - 中村福助 (成駒屋5代目)、歌舞伎役者（* 1900年）
- 8月20日 - グスタヴ・セーデルストレム、画家（* 1845年）
- 8月23日 - アドルフ・ロース、建築家（* 1870年）
- 8月28日 - ソリー・スミス、プロボクサー（* 1871年）
- 9月5日 - 巖谷小波、小説家（* 1870年）
- 9月8日 - ファイサル1世、初代イラク国王（* 1883年）
- 9月10日 - 古賀春江、画家（* 1895年）
- 9月16日 - ジョージ・ゴア、メジャーリーガー（* 1857年）
- 9月21日 - 宮沢賢治、詩人・児童文学者・農学者 （* 1896年）
- 9月25日 - ポール・エーレンフェスト、物理学者（* 1880年）
- 9月30日 - 沖ツ海福雄、大相撲の力士・関脇（* 1910年）
- 10月15日 - 新渡戸稲造、国際連盟事務次長・農学者 （* 1862年）
- 10月27日 - ユリウス・クレンゲル、チェリスト（* 1859年）
- 10月29日 - ポール・パンルヴェ、数学者・政治家 （* 1863年）
- 10月29日 - 岸清一、弁護士・政治家・国際オリンピック委員会委員（* 1867年）
- 10月30日 - 平福百穂、日本画家（* 1877年）
- 11月3日 - 鳩彦王妃允子内親王、日本の皇族（* 1891年）
- 11月5日 - 片山潜、労働運動家・社会主義思想家 （* 1859年）
- 11月5日 - ヘルマン・ヘラー、法学者（* 1891年）
- 11月8日 - ムハンマド・ナーディル・シャー、アフガニスタン王（* 1883年）
- 11月8日 - 上原勇作、陸軍軍人（* 1856年）
- 11月14日 - 原六郎、実業家・銀行家（* 1842年）
- 11月24日 - 村山龍平、朝日新聞共同創業者・衆議院議員・貴族院議員（* 1850年）
- 11月30日 - 嘉村礒多、小説家（* 1897年）
- 12月4日 - シュテファン・ゲオルゲ、詩人（* 1868年）
- 12月4日 - 四海波太郎、元力士（*1883年）
- 12月8日 - 山本権兵衛、海軍軍人・第16・22代内閣総理大臣（* 1852年）
- 12月8日 - 麻生太吉、実業家・政治家（* 1857年）
- 12月8日 - カール・ヤトー、飛行機開発者（* 1873年）
- 12月16日 - ロバート・W・チェンバース、小説家（* 1865年）
- 12月17日 - ポール・リッシェ、解剖学者・生理学者・彫刻家（* 1849年）
- 12月23日 - 藤沢利喜太郎、数学者（* 1861年）
- 12月26日 - アナトリー・ルナチャルスキー、政治家・評論家（* 1875年）

## ノーベル賞
- 物理学賞 - エルヴィン・シュレーディンガー、ポール・ディラック
- 化学賞 - 該当者なし
- 生理学・医学賞 - トーマス・ハント・モーガン
- 文学賞 - イヴァン・ブーニン
- 平和賞 - ラルフ・ノーマン・エンジェル

## 関連書
- 『ヒトラー政権十年 1933-1943』ハンス・ヘルテルほか、大民新聞社、1943年
- 『ニューヨーク・シティ・バレー―1933-1958』光吉夏弥、音楽之友社 (1958)
- 『野坂参三選集　戦時編　1933-45年』野坂参三、日本共産党中央委員会出版部 (1962)
- 『ヒトラー・国防軍・産業界―1918-1933年のドイツ史に関する覚書 』ハルガルテン、未来社 (1969)
- 『知識人と政治―ドイツ・1914-1933』脇圭平、岩波書店 (1973)
- 『ドイツ共産党〈上巻〉―1933-45年』ホルスト・ドゥーンケ、ぺりかん社 (1974)
- 『日本　タウトの日記　1933年』ブルーノ・タウト、岩波書店 (1975)
- 『黄色い星―写真ドキュメント ユダヤ人虐殺1933-1945』ゲルハルト・シェーンベルナー 自由都市社 (1979)
- 『トロツキー著作集　1933-34』トロツキー、柘植書房 (1980)
- 『ベルリン 1928-1933 破局と転換の時代 』平井正、せりか書房 (1982)
- 『「社会主義国家」と労働者階級―ソヴェト企業における労働者統轄 1929‐1933年』塩川伸明、岩波書店 (1984)
- 『国会炎上―1933年-ドイツ現代史の謎』四宮恭二、日本放送出版協会 (1984)
- 『トーマス・マン日記 1933‐1934』トーマス・マン、紀伊国屋書店 (1985)
- 『総統国家―ナチスの支配 1933―1945年』ノルベルト・フライ、岩波書店 (1994)
- 『アメリカの歴史〈4〉南部再建‐大恐慌 1865‐1933年』サムエル・モリソン、集英社 (1997)
- 『私は証言する―ナチ時代の日記(1933‐1945年)』ヴィクトール クレンペラー、大月書店 (1999)
- 『場末の子 東京・葛飾1933〜49年』青木正美、日本古書通信社 (2009)
- 『日本の対内モンゴル政策の研究 内モンゴル自治運動と日本外交1933-1945年』ガンバ・ガナ、青山社 (2016)
- 『1933年を聴く:戦前日本の音風景』齋藤桂 エヌティティ出版 (2017)